# Festival di Sanremo 2010
Il sessantesimo Festival di Sanremo si è svolto al teatro Ariston di Sanremo dal 16 al 20 febbraio 2010 con la conduzione di Antonella Clerici, già co-conduttrice dell'edizione 2005.
La direzione artistica è stata curata da Gianmarco Mazzi e l'orchestra è stata diretta dal maestro Marco Sabiu. Per la prima volta la regia televisiva del programma è stata affidata a Duccio Forzano, mentre la scenografia è stata disegnata da Gaetano Castelli. Le coreografie sono state curate da Daniel Ezralow.
Vi hanno partecipato 25 artisti con altrettanti brani suddivisi in due sezioni: Artisti (composta da 15 cantanti affermati) e Nuova Generazione (composta da 10 giovani cantanti emergenti).
Il vincitore della sezione Artisti è stato Valerio Scanu con il brano Per tutte le volte che..., mentre nella sezione Nuova Generazione ha vinto la canzone Il linguaggio della resa di Tony Maiello. Il Premio della Critica "Mia Martini" è andato a Ricomincio da qui di Malika Ayane per la sezione Artisti e a L'uomo che amava le donne di Nina Zilli per la sezione Nuova Generazione.

## Conduzione
Il 2 settembre 2009 viene reso noto dalla Rai che la presentatrice Antonella Clerici avrebbe condotto la sessantesima edizione del Festival di Sanremo. La presentatrice, già co-conduttrice dell'edizione 2005 al fianco di Paolo Bonolis, ha in seguito dichiarato che non vi sarebbe stata alcuna co-conduzione. Antonella Clerici è stata la quarta donna a condurre l'intera kermesse canora come presentatrice principale dopo Loretta Goggi nel 1986, Raffaella Carrà nel 2001 e Simona Ventura nel 2004.

## Direzione artistica e autori
La direzione artistica dell'evento è stata nuovamente affidata a Gianmarco Mazzi, già direttore artistico-musicale delle edizioni del 2005, del 2006 e del 2009.
Fra gli autori del programma vi sono Ivano Balduini, Matteo Catalano, Massimo Cotto, Simona Ercolani, Cesare Lanza, Luca Parenti e Francesco Valitutti.

## Partecipanti

### SezioneArtisti
Le canzoni sono state scelte e/o gli artisti sono stati invitati dal direttore artistico Gianmarco Mazzi e da Antonella Clerici, i quali si sono potuti avvalere della consulenza del direttore d’orchestra e degli autori del Festival.
Il 9 settembre 2009 viene reso noto che, su proposta della conduttrice Antonella Clerici e del direttore artistico Gianmarco Mazzi e in accordo con il direttore di Rai 1 Mauro Mazza, il vincitore della terza edizione del talent show di Rai 2 X Factor avrebbe guadagnato di diritto la partecipazione alla gara dei "Big" alla successiva edizione del Festival di Sanremo. Tale privilegio è poi andato a Marco Mengoni, vincitore della finale del programma andata in onda il 2 dicembre 2009, il quale è divenuto così il primo cantante ufficiale del cast del sessantesimo Festival di Sanremo.
La lista completa dei 16 cantanti in gara nella sezione Artisti e i titoli delle rispettive canzoni è stata annunciata da Antonella Clerici il 18 dicembre 2009.
Morgan, inizialmente ammesso al Festival con la canzone La sera, è stato escluso per decisione del direttore di Rai Uno Mauro Mazza e del direttore generale della Rai Mauro Masi a causa di un'intervista rilasciata al mensile Max, nella quale il cantante aveva dichiarato di fare uso di cocaina come antidepressivo.
| Interprete                                   | Ultime partecipazioni al Festival            |
| -------------------------------------------- | -------------------------------------------- |
| Arisa                                        | 2009 (nella categoria Nuove proposte)        |
| Enrico Ruggeri                               | 2003                                         |
| Fabrizio Moro                                | 2008                                         |
| Irene Fornaciari feat. Nomadi                | 2009 (nella categoria Nuove proposte) e 2006 |
| Irene Grandi                                 | 2000                                         |
| Malika Ayane                                 | 2009 (nella categoria Nuove proposte)        |
| Marco Mengoni                                | Esordiente                                   |
| Nino D'Angelo con Maria Nazionale            | 2003 ed Esordiente                           |
| Noemi                                        | Esordiente                                   |
| Povia                                        | 2009                                         |
| Pupo ed Emanuele Filiberto con Luca Canonici | 2009 ed Esordienti                           |
| Simone Cristicchi                            | 2007                                         |
| Sonohra                                      | 2008 (nella categoria Giovani)               |
| Toto Cutugno                                 | 2008                                         |
| Valerio Scanu                                | Esordiente                                   |

### SezioneNuova Generazione
8 dei 10 artisti della sezione dedicata alle nuove proposte, ribattezzata Nuova Generazione, sono stati scelti attraverso l'omonima selezione. Le 998 canzoni candidate sono state pubblicate sul sito del Festival di Sanremo il 3 dicembre 2009. In seguito, il 12 gennaio 2010, la Sanremo Academy, una commissione composta da Massimo Cotto, Gigio D'Ambrosio, Andrea Lo Vecchio e Mariolina Simone e presieduta da Gianmarco Mazzi, ha reso noti i nomi degli 8 vincitori, ovvero Nicolas Bonazzi, Jessica Brando, Broken Heart College, Mattia De Luca, La Fame di Camilla, Luca Marino, Tony Maiello e Nina Zilli.
Contestualmente, fra ottobre e dicembre 2009, si è tenuto il concorso di preselezione SanremoLab per l'attribuzione degli altri due posti. Fra i 321 artisti partecipanti sono state selezionate 40 proposte, le quali sono state ascoltate il 10 e l'11 dicembre da una commissione composta da Nicoletta Deponti, Elena Di Cioccio, Federica Gentile, Luigi Grasso, Francesco Mandelli e Bruno Santori e presieduta dal giornalista Paolo Giordano. Gli 8 finalisti, ovvero i Divario, Davide Fasulo, Giops, Maya, Erika Mineo, Jacopo Ratini, Romeus e Donato Santoianni, sono stati valutati il giorno seguente dalla sopraccitata Sanremo Academy, la quale infine ha premiato Jacopo Ratini e Romeus.
| Interprete           | Ultime partecipazioni al Festival |
| -------------------- | --------------------------------- |
| Broken Heart College | Esordienti                        |
| Jacopo Ratini        | Esordiente                        |
| Jessica Brando       | Esordiente                        |
| La Fame di Camilla   | Esordienti                        |
| Luca Marino          | Esordiente                        |
| Mattia De Luca       | Esordiente                        |
| Nicolas Bonazzi      | Esordiente                        |
| Nina Zilli           | Esordiente                        |
| Romeus               | Esordiente                        |
| Tony Maiello         | Esordiente                        |

## Classifica finale

### SezioneArtisti
| Posizione | Interprete                                   | Canzone                   | Autori                                             |
| --------- | -------------------------------------------- | ------------------------- | -------------------------------------------------- |
| 1º        | Valerio Scanu                                | Per tutte le volte che... | P. Carone                                          |
| 2º        | Pupo ed Emanuele Filiberto con Luca Canonici | Italia amore mio          | E. Filiberto, E. Ghinazzi                          |
| 3º        | Marco Mengoni                                | Credimi ancora            | M. Mengoni, S. Fabiani, P. Calabrese, M. Calabrese |
| F (4º)    | Noemi                                        | Per tutta la vita         | D. Calvetti, M. Ciappelli                          |
| F (5º)    | Malika Ayane                                 | Ricomincio da qui         | M. Ayane, Pacifico, F. Arnò                        |
| F (6º)    | Irene Fornaciari feat. Nomadi                | Il mondo piange           | A. Fornaciari, D. Dattoli, I. Fornaciari           |
| F (7º)    | Simone Cristicchi                            | Meno male                 | S. Cristicchi, F. Di Gesù, E. Marcelli, A. Canini  |
| F (8º)    | Irene Grandi                                 | La cometa di Halley       | F. Bianconi, I. Grandi                             |
| F (9º)    | Arisa                                        | Malamorenò                | G. Anastasi                                        |
| F (10º)   | Povia                                        | La verità                 | G. Povia                                           |
| NF (E4)   | Enrico Ruggeri                               | La notte delle fate       | E. Ruggeri                                         |
| NF (E4)   | Fabrizio Moro                                | Non è una canzone         | F. Moro                                            |
| NF (E2)   | Sonohra                                      | Baby                      | R. Tini, D. Fainello                               |
| NF (E1)   | Nino D'Angelo con Maria Nazionale            | Jammo jà                  | N. D'Angelo                                        |
| NF (E1)   | Toto Cutugno                                 | Aeroplani                 | T. Cutugno, C. Romano, S. Iodice                   |

### SezioneNuova Generazione
| Posizione | Interprete           | Canzone                   | Autori                                             |
| --------- | -------------------- | ------------------------- | -------------------------------------------------- |
| 1º        | Tony Maiello         | Il linguaggio della resa  | T. Maiello, F. Ferraguzzo, R. Cardelli, F. Zanotti |
| 2º        | Jessica Brando       | Dove non ci sono ore      | V. Rossi                                           |
| 3º        | Nina Zilli           | L'uomo che amava le donne | N. Zilli, Kaballà                                  |
| 4º        | Luca Marino          | Non mi dai pace           | L. Marino, C. Lavoro, D. Virgillo                  |
| NF (E3)   | La Fame di Camilla   | Buio e luce               | E. Meta                                            |
| NF (E3)   | Nicolas Bonazzi      | Dirsi che è normale       | N. Bonazzi                                         |
| NF (E3)   | Romeus               | Come l'autunno            | Romeus, F. Tricarico                               |
| NF (E2)   | Broken Heart College | Mesi                      | N. Arquilla, F. Megha, M. Longobardi, D. Autore    |
| NF (E2)   | Jacopo Ratini        | Su questa panchina        | J. Ratini                                          |
| NF (E2)   | Mattia De Luca       | Non parlare più           | M. De Luca, F. Tricarico                           |

## Regolamento e serate
Il regolamento della sessantesima edizione è molto simile a quello del 2009. Nel corso di cinque serate, attraverso i due principali sistemi di votazione, ovvero la Giuria Demoscopica e il sistema misto televoto 50% e orchestra 50% (e in alcuni casi grazie al solo televoto), si è arrivati progressivamente alla proclamazione della canzone vincitrice della sezione Artisti. I partecipanti alla sezione Nuova Generazione invece sono stati valutati solo dal sistema misto televoto 50% e orchestra 50%.
Rispetto all'edizione precedente, sono comunque state apportate alcune modifiche al regolamento; tra queste, la più rilevante è l'inedita ammissibilità della canzone interamente in dialetto. Il nuovo articolo 6 impone infatti la lingua italiana per la composizione delle canzoni, ma "si considerano appartenenti alla lingua italiana, quali espressioni di cultura popolare, canzoni in lingua dialettale italiana". Inoltre, gli autori delle canzoni in gara non devono necessariamente essere di nazionalità italiana. Infine, le canzoni degli artisti in gara nella sezione delle Nuove Proposte vengono pubblicate prima della loro prima esecuzione al Festival.
Sebbene fossero stati inizialmente previsti solo 14 Artisti, per volontà della stessa conduttrice il numero delle canzoni in gara è stato aumentato da 14 a 16. Tuttavia, in seguito all'esclusione di Morgan, il numero degli Artisti in gara è sceso a 15.

### Prima serata
Nel corso della prima serata si sono esibiti i 15 Artisti in gara. Le canzoni sono state votate dalla Giuria Demoscopica presente nella galleria del Teatro Ariston. Gli Artisti agli ultimi tre posti della graduatoria della serata sono stati provvisoriamente eliminati.
Inoltre sono stati presentati, con un breve filmato, i 10 partecipanti della sezione Nuova Generazione.

#### Artisti
- Eliminato

| Ordine di uscita | Artista                                      | Brano                     | Risultato  |
| ---------------- | -------------------------------------------- | ------------------------- | ---------- |
| 1                | Irene Grandi                                 | La cometa di Halley       | Salva      |
| 2                | Valerio Scanu                                | Per tutte le volte che... | Salvo      |
| 3                | Toto Cutugno                                 | Aeroplani                 | Ultimi tre |
| 4                | Arisa                                        | Malamorenò                | Salva      |
| 5                | Nino D'Angelo con Maria Nazionale            | Jammo jà                  | Ultimi tre |
| 6                | Marco Mengoni                                | Credimi ancora            | Salvo      |
| 7                | Simone Cristicchi                            | Meno male                 | Salvo      |
| 8                | Malika Ayane                                 | Ricomincio da qui         | Salva      |
| 9                | Pupo ed Emanuele Filiberto con Luca Canonici | Italia amore mio          | Ultimi tre |
| 10               | Enrico Ruggeri                               | La notte delle fate       | Salvo      |
| 11               | Sonohra                                      | Baby                      | Salvi      |
| 12               | Povia                                        | La verità                 | Salvo      |
| 13               | Irene Fornaciari feat. Nomadi                | Il mondo piange           | Salvi      |
| 14               | Noemi                                        | Per tutta la vita         | Salva      |
| 15               | Fabrizio Moro                                | Non è una canzone         | Salvo      |

Ospiti
- Paolo Bonolis e Luca Laurenti[33]
- Antonio Cassano[31][34]
- Susan Boyle: I Dreamed a Dream[34]
- Dita von Teese[31]

### Seconda serata
Nel corso della seconda serata si sono esibiti i 12 Artisti rimasti in gara. Le canzoni sono state votate da una nuova Giuria Demoscopica presente in sala nella galleria del Teatro Ariston. Gli Artisti agli ultimi due posti della graduatoria della serata sono stati provvisoriamente eliminati.
Inoltre, si sono esibiti i primi 5 artisti della sezione Nuova Generazione. Le canzoni sono state votate dal pubblico a casa tramite televoto e dalla Sanremo Festival Orchestra. I due distinti risultati percentualizzati hanno pesato entrambi per il 50% sulla graduatoria combinata. I due artisti più votati hanno avuto accesso alla finale di venerdì.

#### Artisti
- Eliminato

| Ordine di uscita | Artista                       | Brano                     | Risultato  |
| ---------------- | ----------------------------- | ------------------------- | ---------- |
| 1                | Povia                         | La verità                 | Salvo      |
| 2                | Noemi                         | Per tutta la vita         | Salva      |
| 3                | Enrico Ruggeri                | La notte delle fate       | Salvo      |
| 4                | Fabrizio Moro                 | Non è una canzone         | Salvo      |
| 5                | Malika Ayane                  | Ricomincio da qui         | Salva      |
| 6                | Sonohra                       | Baby                      | Ultimi due |
| 7                | Irene Grandi                  | La cometa di Halley       | Salva      |
| 8                | Valerio Scanu                 | Per tutte le volte che... | Ultimi due |
| 9                | Simone Cristicchi             | Meno male                 | Salvo      |
| 10               | Marco Mengoni                 | Credimi ancora            | Salvo      |
| 11               | Arisa                         | Malamorenò                | Salva      |
| 12               | Irene Fornaciari feat. Nomadi | Il mondo piange           | Salvi      |

#### Nuova Generazione
- Eliminato

| Ordine di uscita | Artista              | Brano                     | Televoto | Televoto | Televoto    | Orchestra | Risultato  |
| Ordine di uscita | Artista              | Brano                     | Voti     | %        | Graduatoria | Orchestra | Risultato  |
| ---------------- | -------------------- | ------------------------- | -------- | -------- | ----------- | --------- | ---------- |
| 1                | Nina Zilli           | L'uomo che amava le donne | 4.652    | 22,83%   | 1           | N.D.      | Primi due  |
| 2                | Broken Heart College | Mesi                      | 4.012    | 19,69%   | 3           | N.D.      | Ultimi tre |
| 3                | Mattia De Luca       | Non parlare più           | 3.517    | 17,26%   | 5           | N.D.      | Ultimi tre |
| 4                | Jacopo Ratini        | Su questa panchina        | 3.680    | 18,06%   | 4           | N.D.      | Ultimi tre |
| 5                | Luca Marino          | Non mi dai pace           | 4.513    | 22,15%   | 2           | N.D.      | Primi due  |

Ospiti
- Ballerine del Moulin Rouge di Parigi[38]
- Rania di Giordania[39]
- Il Trio: Granada, Un amore così grande e O sole mio[40][41]
- Michelle Rodriguez[35]

### Terza serata
La terza serata è stata una serata evento intitolata Quando la musica diventa leggenda, in cui alcuni cantanti italiani ed internazionali hanno omaggiato le più belle canzoni della storia del Festival.
Inoltre, si sono esibiti i 5 Artisti esclusi nel corso delle prime due serate. Questi hanno anticipato i propri duetti previsti per venerdì interpretando i brani in versione liberamente rivisitata affiancati da artisti ospiti italiani e/o stranieri. Le canzoni sono state votate dal pubblico a casa tramite televoto e dalla Sanremo Festival Orchestra. I due distinti risultati percentualizzati hanno pesato entrambi per il 50% sulla graduatoria combinata. I due artisti più votati sono stati riammessi alla gara.
Infine, si sono esibiti i rimanenti 5 artisti della sezione Nuova Generazione. Le canzoni sono state votate dal pubblico a casa tramite televoto e dalla Sanremo Festival Orchestra. I due distinti risultati percentualizzati hanno pesato entrambi per il 50% sulla graduatoria combinata. I due artisti più votati hanno avuto accesso alla finale di venerdì serata assieme ai due già selezionati nella seconda serata.

#### Artisti- Ripescaggio
- Rientrato in gara

| Ordine di uscita | Artista                                      | Ospite/i                            | Brano                     | Televoto | Televoto | Televoto    | Orchestra | Risultato  |
| Ordine di uscita | Artista                                      | Ospite/i                            | Brano                     | Voti     | %        | Graduatoria | Orchestra | Risultato  |
| ---------------- | -------------------------------------------- | ----------------------------------- | ------------------------- | -------- | -------- | ----------- | --------- | ---------- |
| 1                | Toto Cutugno                                 | Belén Rodríguez                     | Aeroplani                 | 32.566   | 5,13%    | 5           | N.D.      | Ultimi tre |
| 2                | Pupo ed Emanuele Filiberto con Luca Canonici | Le Divas                            | Italia amore mio          | 204.679  | 32,21%   | 2           | N.D.      | Primi due  |
| 3                | Valerio Scanu                                | Alessandra Amoroso                  | Per tutte le volte che... | 233.092  | 36,69%   | 1           | N.D.      | Primi due  |
| 4                | Sonohra                                      | Dodi Battaglia                      | Baby                      | 70.986   | 11,17%   | 4           | N.D.      | Ultimi tre |
| 5                | Nino D'Angelo con Maria Nazionale            | Ambrogio Sparagna e Le Voci Del Sud | Jammo jà                  | 94.042   | 14,80%   | 3           | N.D.      | Ultimi tre |

#### Nuova Generazione
- Eliminato

| Ordine di uscita | Artista            | Brano                    | Televoto | Televoto | Televoto    | Orchestra | Risultato  |
| Ordine di uscita | Artista            | Brano                    | Voti     | %        | Graduatoria | Orchestra | Risultato  |
| ---------------- | ------------------ | ------------------------ | -------- | -------- | ----------- | --------- | ---------- |
| 1                | Jessica Brando     | Dove non ci sono ore     | 6.500    | 32,83%   | 1           | N.D.      | Primi due  |
| 2                | Nicolas Bonazzi    | Dirsi che è normale      | 2.994    | 15,12%   | 3           | N.D.      | Ultimi tre |
| 3                | La Fame di Camilla | Buio e luce              | 2.988    | 15,09%   | 4           | N.D.      | Ultimi tre |
| 4                | Tony Maiello       | Il linguaggio della resa | 5.824    | 29,41%   | 2           | N.D.      | Primi due  |
| 5                | Romeus             | Come l'autunno           | 1.494    | 7,55%    | 5           | N.D.      | Ultimi tre |

Ospiti
- Elisa: Luce (tramonti a nord est), Canzone per te, medley Ti vorrei sollevare / Anche se non trovi le parole / Your Manifesto e Almeno tu nell'universo (con Fiorella Mannoia)
- Fiorella Mannoia: E se domani e Estate
- Miguel Bosé: Non ho l'età (Per amarti) e Por ti
- Edoardo Bennato: Ciao amore ciao, Il rock di Capitan Uncino, Un giorno credi e È lei
- Massimo Ranieri: Io che non vivo (senza te) e Perdere l'amore
- Carmen Consoli: Mandaci una cartolina e Grazie dei fiori (con Nilla Pizzi)
- Nilla Pizzi: Vola colomba
- Riccardo Cocciante: Nel blu dipinto di blu, Se stiamo insieme e medley di brani tratti dai musical Giulietta e Romeo e Notre-Dame de Paris
- Francesco Renga: La voce del silenzio, L'immensità e Angelo

### Quarta serata
Nel corso della quarta serata si sono esibiti i 12 Artisti rimasti in gara, i quali hanno interpretato i propri brani in versione liberamente rivisitata affiancati da artisti ospiti italiani e/o stranieri. Le canzoni sono state votate dal pubblico a casa tramite televoto e dalla Sanremo Festival Orchestra. I due distinti risultati percentualizzati hanno pesato entrambi per il 50% sulla graduatoria combinata. Al termine della serata, gli artisti agli ultimi due posti della graduatoria combinata sono stati definitivamente eliminati.
Inoltre, si sono esibiti i 4 artisti finalisti della sezione Nuova Generazione. Le canzoni sono state votate dal pubblico a casa tramite televoto e dalla Sanremo Festival Orchestra. I due distinti risultati percentualizzati hanno pesato entrambi per il 50% sulla graduatoria combinata. La canzone più votata è stata proclamata vincitrice della sezione Nuova Generazione.

#### Artisti
- Eliminato

| Ordine di uscita | Artista                                      | Ospite/i                                                 | Brano                     | Televoto | Televoto | Televoto    | Orchestra | Risultato  |
| Ordine di uscita | Artista                                      | Ospite/i                                                 | Brano                     | Voti     | %        | Graduatoria | Orchestra | Risultato  |
| ---------------- | -------------------------------------------- | -------------------------------------------------------- | ------------------------- | -------- | -------- | ----------- | --------- | ---------- |
| 1                | Malika Ayane                                 | Sabrina Brazzo e il Corpo di Ballo del Teatro alla Scala | Ricomincio da qui         | 11.460   | 2,78%    | 8           | N.D.      | Salva      |
| 2                | Simone Cristicchi                            | Coro dei Minatori di Santa Fiora                         | Meno male                 | 11.344   | 2,75%    | 9           | N.D.      | Salvo      |
| 3                | Irene Grandi                                 | Marco Cocci                                              | La cometa di Halley       | 9.773    | 2,37%    | 10          | N.D.      | Salva      |
| 4                | Irene Fornaciari feat. Nomadi                | Mousse T e Suzie Furlonger                               | Il mondo piange           | 18.359   | 4,46%    | 6           | N.D.      | Salvi      |
| 5                | Marco Mengoni                                | Solis String Quartet                                     | Credimi ancora            | 39.478   | 9,58%    | 3           | N.D.      | Salvo      |
| 6                | Pupo ed Emanuele Filiberto con Luca Canonici | Marcello Lippi e Le Divas                                | Italia amore mio          | 141.384  | 34,32%   | 1           | N.D.      | Salvi      |
| 7                | Valerio Scanu                                | Alessandra Amoroso                                       | Per tutte le volte che... | 110.029  | 26,71%   | 2           | N.D.      | Salvo      |
| 8                | Arisa                                        | Lino Patruno Jazz Band                                   | Malamorenò                | 20.812   | 5,05%    | 5           | N.D.      | Salva      |
| 9                | Enrico Ruggeri                               | Decibel                                                  | La notte delle fate       | 6.391    | 1,55%    | 11          | N.D.      | Ultimi due |
| 10               | Noemi                                        | Kataklò                                                  | Per tutta la vita         | 12.113   | 2,94%    | 7           | N.D.      | Salva      |
| 11               | Fabrizio Moro                                | Jarabe de Palo e DJ Jad                                  | Non è una canzone         | 5.940    | 1,44%    | 12          | N.D.      | Ultimi due |
| 12               | Povia                                        | Marco Masini e Bettina Bernardi                          | La verità                 | 24.830   | 6,03%    | 4           | N.D.      | Salvo      |

#### Nuova Generazione- Finale
- Vincitore
- Secondo Classificato
- Terzo Classificato
- Quarto Classificato

| Ordine di uscita | Artista        | Brano                     | Televoto | Televoto | Televoto    | Orchestra | Classifica finale |
| Ordine di uscita | Artista        | Brano                     | Voti     | %        | Graduatoria | Orchestra | Classifica finale |
| ---------------- | -------------- | ------------------------- | -------- | -------- | ----------- | --------- | ----------------- |
| 1                | Tony Maiello   | Il linguaggio della resa  | 15.623   | 35,04%   | 1           | N.D.      | 1                 |
| 2                | Jessica Brando | Dove non ci sono ore      | 11.507   | 25,81%   | 2           | N.D.      | 2                 |
| 3                | Luca Marino    | Non mi dai pace           | 7.550    | 16,93%   | 4           | N.D.      | 4                 |
| 4                | Nina Zilli     | L'uomo che amava le donne | 9.904    | 22,21%   | 3           | N.D.      | 3                 |

Ospiti
- Bob Sinclar con Steve Edwards: World, Hold On (Children of the Sky), Peace Song e Rock This Party (Everybody Dance Now)
- Giovanni Vernia
- Jennifer Lopez: (What Is) Love? e medley Love Don’t Cost a Thing / Let’s Get Loud / Get Right
- Cristiana Capotondi: Passo a due con Daniel Ezralow sulle note di Sul bel Danubio blu
- Tokio Hotel: World Behind My Wall

### Quinta serata - Finale
Nella quinta serata si sono esibiti i 10 Artisti finalisti. Le canzoni sono state votate dal pubblico a casa tramite televoto e dalla Sanremo Festival Orchestra. I due distinti risultati percentualizzati hanno pesato entrambi per il 50% sulla classifica finale.
Gli artisti alle prime tre posizioni della graduatoria combinata sono stati ammessi alla seconda fase della finale, durante la quale hanno eseguito nuovamente le loro canzoni. I voti precedentemente accumulati sono stati azzerati e si è proceduto ad un'ulteriore votazione solo del pubblico da casa tramite il televoto. Il vincitore è stato determinato dal solo pubblico spettatore attraverso il televoto. La canzone più votata è stata proclamata vincitrice della Sezione Artisti. Inoltre è stato assegnato il Premio della Critica "Mia Martini" per entrambe le sezioni.

#### Artisti- Finale - 1ª parte
- Ammesso alla finale a tre

| Ordine di uscita | Artista                                      | Brano                     | Televoto | Televoto | Televoto  | Orchestra | Classifica finale |
| Ordine di uscita | Artista                                      | Brano                     | Voti     | %        | Posizione | Orchestra | Classifica finale |
| ---------------- | -------------------------------------------- | ------------------------- | -------- | -------- | --------- | --------- | ----------------- |
| 1                | Valerio Scanu                                | Per tutte le volte che... | 135.588  | 21,12%   | 2         | N.D.      | Primi tre         |
| 2                | Noemi                                        | Per tutta la vita         | 23.089   | 3,60%    | 7         | N.D.      | 4                 |
| 3                | Marco Mengoni                                | Credimi ancora            | 80.287   | 12,51%   | 3         | N.D.      | Primi tre         |
| 4                | Povia                                        | La verità                 | 61.125   | 9,52%    | 4         | N.D.      | 10                |
| 5                | Malika Ayane                                 | Ricomincio da qui         | 21.668   | 3,38%    | 8         | N.D.      | 5                 |
| 6                | Irene Grandi                                 | La cometa di Halley       | 18.358   | 2,86%    | 9         | N.D.      | 8                 |
| 7                | Pupo ed Emanuele Filiberto con Luca Canonici | Italia amore mio          | 212.482  | 33,10%   | 1         | N.D.      | Primi tre         |
| 8                | Irene Fornaciari feat. Nomadi                | Il mondo piange           | 36.210   | 5,64%    | 6         | N.D.      | 6                 |
| 9                | Simone Cristicchi                            | Meno male                 | 16.031   | 2,50%    | 10        | N.D.      | 7                 |
| 10               | Arisa                                        | Malamorenò                | 37.069   | 5,77%    | 5         | N.D.      | 9                 |

#### Artisti- Finale a tre
- Vincitore

| Ordine di uscita | Artista                                      | Brano                     | Televoto | Televoto | Classifica finale |
| Ordine di uscita | Artista                                      | Brano                     | Voti     | %        | Classifica finale |
| ---------------- | -------------------------------------------- | ------------------------- | -------- | -------- | ----------------- |
| 1                | Marco Mengoni                                | Credimi ancora            | 187.913  | 29,46%   | 3                 |
| 2                | Valerio Scanu                                | Per tutte le volte che... | 235.105  | 37,01%   | 1                 |
| 3                | Pupo ed Emanuele Filiberto con Luca Canonici | Italia amore mio          | 213.886  | 33,53%   | 2                 |

Ospiti
- Cantanti di Ti lascio una canzone: coreografia di Daniel Ezralow ed esibizione di vari brani[51]
- Emilio Solfrizzi con il cast di Tutti pazzi per amore: coreografia sulle note di Say Shava Shava[51]
- Nicholas Bass e Daniel Celebre (ballerini di Michael Jackson) con il coreografo Travis Payne: medley di coreografie tratte dai brani di Michael Jackson[53]
- Lorella Cuccarini: coreografia di Luca Tommassini sulle note di Incolpa me (Fever) (tratto dalla colonna sonora del musical Il pianeta proibito)[54]
- Mary J. Blige: Each Tear[51]
- Maurizio Costanzo: intervista a tre dipendenti FIAT di Termini Imerese con interventi del segretario del PD Pier Luigi Bersani e del ministro dello Sviluppo economico Claudio Scajola del PdL[55]
- Banda musicale dell'Arma dei Carabinieri: Star Wars Theme[51]

## Premi

### SezioneArtisti
- Vincitore 60º Festival di Sanremo sezione Artisti: Valerio Scanu con Per tutte le volte che...[5]
- Podio - secondo classificato 60º Festival di Sanremo sezione Artisti: Pupo, Emanuele Filiberto con Luca Canonici con Italia amore mio[5]
- Podio - terzo classificato 60º Festival di Sanremo sezione Artisti: Marco Mengoni con Credimi ancora[5]
- Premio della Critica "Mia Martini" sezione Artisti: Malika Ayane con Ricomincio da qui[7]
- Premio della Sala Stampa Radio-Tv sezione Artisti: Malika Ayane con Ricomincio da qui[7]

### SezioneNuova Generazione
- Vincitore 60º Festival di Sanremo sezione Nuova Generazione: Tony Maiello con Il linguaggio della resa[6]
- Premio Regione Liguria: Tony Maiello
- Podio - secondo classificato 60º Festival di Sanremo sezione Nuova Generazione: Jessica Brando con Dove non ci sono ore[6]
- Podio - terzo classificato 60º Festival di Sanremo sezione Nuova Generazione: Nina Zilli con L'uomo che amava le donne
- Premio della Critica "Mia Martini" sezione Nuova Generazione: Nina Zilli con L'uomo che amava le donne[8]
- Premio della Sala Stampa Radio-Tv sezione Nuova Generazione: Nina Zilli con L'uomo che amava le donne[56]
- Premio Assomusica per la migliore esibizione live: Nina Zilli[57]

### Altri premi
- Premio alla carriera "Città di Sanremo": Nilla Pizzi[58]

## Orchestra
L'orchestra Sinfonica di Sanremo ha assunto, a partire da quest'edizione, la denominazione di Sanremo Festival Orchestra. Il direttore musicale fu il maestro Marco Sabiu. Durante le esibizioni dei cantanti venne diretta dai maestri:
- Diego Calvetti per Noemi
- Marco Falagiani per Fabrizio Moro
- Clemente Ferrari per Nino D'Angelo con Maria Nazionale e Jacopo Ratini
- Carlo Giardina per Toto Cutugno[60]
- Fabio Gurian per Marco Mengoni
- Umberto Iervolino per Jessica Brando e Nicolas Bonazzi
- Max Marcolini per Irene Fornaciari feat. Nomadi
- Danilo Minotti per Malika Ayane, Mattia De Luca e Romeus
- Andrea Mirò per Enrico Ruggeri e Nina Zilli
- Massimo Morini per Povia, La Fame di Camilla e i Broken Heart College
- Roberto Rossi per Simone Cristicchi e i Sonohra
- Bruno Santori per Irene Grandi, Arisa  e Luca Marino
- Renato Serio per Pupo ed Emanuele Filiberto con Luca Canonici
- Peppe Vessicchio per Valerio Scanu[61]
- Fio Zanotti per Tony Maiello

## Sigla
La sigla è Sabiu nº7 del Maestro Marco Sabiu, rivisitazione di Hoppípolla della band islandese Sigur Rós.

### Jingle
In quest'edizione l'entrata in scena di ciascun cantante della sezione Artisti è accompagnata da uno stacchetto che riprende un successo della sua carriera.
- Arisa: Sincerità (2009)
- Enrico Ruggeri: Mistero (1993)
- Fabrizio Moro: Pensa (2007)
- Irene Fornaciari feat. Nomadi: Io vagabondo (che non sono altro) (Nomadi, 1972)
- Irene Grandi: Bruci la città (2007)
- Malika Ayane: Come foglie (2009)
- Marco Mengoni: Dove si vola (2009)
- Nino D'Angelo con Maria Nazionale: 'A storia 'e nisciuno (Nino D'Angelo, 2003)
- Noemi: Briciole (2009)
- Povia: I bambini fanno "ooh..." (2005)
- Pupo, Emanuele Filiberto con Luca Canonici: Su di noi (Pupo, 1980)
- Simone Cristicchi: Ti regalerò una rosa (2007)
- Sonohra: L'amore (2008)
- Toto Cutugno: L'italiano (1983)
- Valerio Scanu: Ricordati di noi (2009)

## Scenografia
La scenografia è stata curata per la quindicesima volta da Gaetano Castelli. L'impianto è stato concepito come una macchina scenica moderna ed elegante, costellata di ledwall e luci al led e contraddistinta da linee curve nella quale l'orchestra è sita nel golfo mistico ai piedi del palco. La classica scalinata è stata eliminata su esplicita richiesta della Clerici e sostituita da un gigantesco ascensore ellissoidale incastonato al centro della scenografia, mosso da bracci meccanici agganciati al soffitto del teatro.

## Giurie

### Giuria Demoscopica
La Giuria Demoscopica è un campione di 300 abituali ascoltatori, acquirenti e appassionati di musica provenienti da tutta Italia e differenti per sesso ed età. In ciascuna serata il campione è stato costituito da persone diverse.
La Giuria Demoscopica è intervenuta valutando le canzoni degli Artisti nel corso della prima e della seconda serata. I giurati, seduti nella galleria del Teatro Ariston al momento del voto, esprimono le loro preferenze attribuendo ad ogni canzone un punteggio da 1 a 10 nel momento immediatamente successivo alla sua esecuzione in puntata.

### Televoto
Il televoto è il mezzo attraverso cui il pubblico da casa ha potuto esprimere le sue preferenze.
Il televoto e il voto dell'Orchestra, entrambi con peso del 50%, hanno determinato le graduatorie combinate della sezione Artisti nel corso della terza, quarta e quinta serata. Lo stesso sistema ha determinato le graduatorie combinate della sezione Nuova Generazione. Infine, il televoto è stato l'unico sistema di votazione che è intervenuto nello spareggio fra i tre finalisti.

### Orchestra
I musicisti della Sanremo Festival Orchestra e i componenti del coro hanno espresso il loro voto in forma anonima attribuendo ad ogni canzone un punteggio da 1 a 10.
Il televoto e il voto dell'Orchestra, entrambi con peso del 50%, hanno determinato le graduatorie combinate della sezione Artisti nel corso della terza, quarta e quinta serata. Lo stesso sistema ha determinato le graduatorie combinate della sezione Nuova Generazione.

### Sala Stampa Roof Ariston
La Sala Stampa Ariston Roof è situata all'interno del Teatro Ariston e riunisce i rappresentanti delle testate accreditate fra agenzie giornalistiche, quotidiani, periodici, web, giornali radio, tg e rubriche televisive, nonché testate giornalistiche e emittenti radiotelevisive straniere. A maggioranza dei votanti ha attribuito il Premio della Critica "Mia Martini" per entrambe le sezioni.

### Sala Stampa Radio-TV
La Sala Stampa Radio-TV, situata presso il Palafiori di Sanremo, è una rappresentanza delle principali emittenti radiofoniche e televisive private in ambito nazionale, regionale e provinciale. A maggioranza dei votanti ha attribuito il Premio Sala Stampa Radio-Tv per entrambe le sezioni.

### Ex aequo
In caso di parità tra due o canzoni della sezione Nuova Generazione, la proclamazione delle canzoni vincitrici sarebbe avvenuta ex aequo.

## Dopofestival e YouDem
Nonostante l'assenza del DopoFestival al termine della trasmissione, la social TV YouDem, promossa dal Partito Democratico, ha proposto una versione alternativa del programma, condotta da Elena Di Cioccio, già conduttrice di Scorie su Rai 2.

## Controversie e contestazioni
- Il 18 dicembre 2009 Morgan viene annunciato come uno dei 16 Artisti in gara al Festival di Sanremo 2010.[14] Tuttavia, a pochi giorni dal festival, il cantautore ha rilasciato un'intervista al mensile Max in cui affermava di fare uso quotidiano e regolare di cocaina come antidepressivo. Le affermazioni hanno suscitato lo sdegno del direttore artistico Gianmarco Mazzi e del direttore di Rai Uno Mauro Mazza e la condanna di alcuni esponenti del mondo politico, fra cui la Ministra della Gioventù Giorgia Meloni e il sottosegretario di Stato alla Presidenza del Consiglio Carlo Giovanardi.[15] Morgan ha prontamente smentito tali dichiarazioni, affermando che l'intervista gli è stata sostanzialmente carpita e che si stesse riferendo all'uso che ne faceva in passato; "La droga fa male, la considero pericolosa e inutile.".[70] Nonostante ciò, il 3 febbraio 2010, Mauro Mazza, d’intesa con il Direttore Generale Mauro Masi e dopo la consultazione di Gianmarco Mazzi, ha deciso l’esclusione del cantante e del suo brano La sera dalla 60º edizione del Festival di Sanremo.[16] La polemica ha comunque fatto da traino pubblicitario alla manifestazione.
- Nella serata di giovedì 18 febbraio la cantante quindicenne Jessica Brando si sarebbe dovuta esibire regolarmente per la gara della sezione Nuova Generazione. Tuttavia, la serata evento Quando la musica diventa leggenda è durata più del previsto e il sopraggiungere della mezzanotte ha impedito alla giovane di andare in onda; la legge sulla tutela dei minori in televisione infatti proibisce di mostrare questi ultimi in pubblico dal vivo una volta passato il suddetto orario. Al suo posto è stata quindi mandata in onda in differita la registrazione delle sue prove.[42][43][46] La decisione ha suscitato il malcontento della Sala Stampa e del presidente della FIMI Enzo Mazza.[71]
- Durante la kermesse tutte le esibizioni del trio composto da Pupo, Emanuele Filiberto e il tenore Luca Canonici sono state oggetto di fischi e forti contestazioni sempre crescenti.[51] Il culmine delle proteste è stato raggiunto nella serata finale del 20 febbraio quando, con la proclamazione dei tre finalisti, il pubblico in sala ha gridato slogan contro il meccanismo di selezione del vincitore, mentre gli orchestrali, all'annuncio della non ammissione alla finalissima delle canzoni interpretate da Noemi e Malika Ayane, hanno accartocciato e gettato in aria gli spartiti in segno di disaccordo nei confronti del risultato. La Sanremo Festival Orchestra, tramite il maestro Marco Sabiu ha chiesto di rendere pubblico il proprio voto, circostanza però non contemplata dal regolamento e non destinata a realizzarsi.[55][72][66][67] Solo il reiterato invito alla calma di Antonella Clerici è valso a rasserenare gli animi.
  - Il 21 febbraio il Codacons ha chiesto di sospendere i risultati finali e, insieme all'Associazione utenti radiotelevisivi, ha chiesto di «sequestrare tutti i televoti che hanno determinato i primi tre classificati al Festival e verificare le utenze di provenienza per escludere che si tratti di utenze collegate ad agenzie specializzate che è noto che svolgono questo mercato».[73] Questo anche dopo alcune segnalazioni di Striscia la notizia. Il 23 febbraio 2010 il quotidiano Avvenire pubblica i tabulati, per filo e per segno, serata per serata, dei televoti al Festival.[37]
  - Il 15 febbraio 2011, in seguito alla denuncia del Codacons, l'Antitrust ha multato la RAI per 50.000 € per pratica commerciale scorretta obbligandola ad avvertire i telespettatori che non esistono strumenti per arginare le manipolazioni del risultato del televoto.[74]
- Durante la finale, in coda all'intervista di Maurizio Costanzo a tre dipendenti FIAT di Termini Imerese, un accenno di contestazione si è avuto al momento degli interventi del segretario del PD Pier Luigi Bersani e del ministro per lo sviluppo economico Claudio Scajola del PdL[55]; i due politici sono intervenuti sotto richiesta di Costanzo, il quale è stato richiamato da Antonella Clerici dato il luogo non consono ai discorsi politici.

## Esclusi
Oltre alla già nota esclusione del cantautore Morgan, diversi cantanti non sono stati ammessi nella categoria Artisti. Fra questi vi sono i Modà (con Sono già solo), Bungaro, Ferruccio Spinetti e Omar Sosa (con Dal destino infortunato, testo inedito di Sergio Endrigo), Mietta (con D'aria buona di Zucchero), Don Backy (con Vent'anni), Asia Argento e Roberto Kunstler (con Mentre), Paola Turci (con un brano scritto da Carmen Consoli e Nada), Luca Barbarossa e Neri Marcorè, Cristiano De André, Omar Pedrini, Gerardina Trovato,  i Matia Bazar, i Finley, Karima (con un brano scritto da Burt Bacharach), i Lost (brano scritto con Niccolò Agliardi), Enzo Iacchetti e Giobbe Covatta, Dario Gay e Vladimir Luxuria, Amedeo Minghi e Arianna, Ivana Spagna e Luca Jurman, Francesco Baccini, Matteo Becucci, Simona Molinari, Violante Placido, Lando Fiorini e Rita Forte (con un brano scritto da Marcello Marrocchi in romanesco). È stata invece ritirata all'ultimo momento la candidatura di Giusy Ferreri e Mauro Ermanno Giovanardi con Io confesso, poi presentata in gara l'anno dopo dai soli La Crus, risultando sesta.
Per la sezione Nuova Generazione hanno proposto brani anche Daniele Magro (con Al posto del mondo), Mariangela, Corinne Marchini, Silvia Olari, Luca Napolitano e Simonetta Spiri. Fra gli esclusi di SanremoLab 2009 figurano Erika Mineo, nota in seguito come Amara, e Maya, ovvero Roberta Pompa, concorrente della settima edizione di X Factor e poi componente del gruppo musicale femminile Le Deva.

## Ascolti
Risultati di ascolto delle varie serate, secondo rilevazioni Auditel.
| Serate             | Messa in onda      | Media          | Media  |
| Serate             | Messa in onda      | Telespettatori | Share  |
| ------------------ | ------------------ | -------------- | ------ |
| I                  | 16 febbraio 2010   | 10718000       | 45,29% |
| II                 | 17 febbraio 2010   | 10163000       | 43,88% |
| III                | 18 febbraio 2010   | 10005000       | 46,02% |
| IV                 | 19 febbraio 2010   | 11274000       | 50,74% |
| Finale             | 20 febbraio 2010   | 12462000       | 53,21% |
| Media delle serate | Media delle serate | 10924000       | 47,83% |

Il picco di share si è avuto durante la finale al momento della proclamazione del vincitore, con il 77,34% di share, mentre quello dell'ascolto è stato registrato sempre nella serata finale durante l'esibizione di Lorella Cuccarini (16 milioni di telespettatori).

## Classifiche

### Classifica passaggi radio
Top 10 delle sole canzoni sanremesi nella settimana successiva al Festival
| Posizione | Artista            | Canzone                   |
| --------- | ------------------ | ------------------------- |
| 1         | Malika Ayane       | Ricomincio da qui         |
| 2         | Irene Grandi       | La cometa di Halley       |
| 3         | Noemi              | Per tutta la vita         |
| 4         | Nina Zilli         | L'uomo che amava le donne |
| 5         | Marco Mengoni      | Credimi ancora            |
| 6         | Valerio Scanu      | Per tutte le volte che... |
| 7         | Simone Cristicchi  | Meno male                 |
| 8         | Arisa              | Malamorenò                |
| 9         | Irene Fornaciari   | Il mondo piange           |
| 10        | La Fame di Camilla | Buio e luce               |

In assoluto, sul podio dell'airplay sanremese troviamo tre donne: in vetta, al primo posto, Malika Ayane con Ricomincio da qui, seguita da Irene Grandi con La cometa di Halley e Noemi con Per tutta la vita. In generale, quindi, si può dire che le canzoni del Festival 2010 hanno avuto un buon riscontro in radio, cosa accaduta in misura meno vasta nelle edizioni precedenti.

### Singoli
| Artista                                      | Brano                     | Posizioni in classifica | Certificazione | Copie vendute | Wind Music Awards                    |
| Artista                                      | Brano                     | Italia                  | Certificazione | Copie vendute | Wind Music Awards                    |
| -------------------------------------------- | ------------------------- | ----------------------- | -------------- | ------------- | ------------------------------------ |
| Noemi                                        | Per tutta la vita         | 1                       | Platino        | 30.000+       | Wind Music Award 2010 Platino (2010) |
| Valerio Scanu                                | Per tutte le volte che... | 1                       | Platino        | 30.000+       | Wind Music Award 2010 Platino (2010) |
| Malika Ayane                                 | Ricomincio da qui         | 2                       | Platino        | 30.000+       | Wind Music Award 2010 Platino (2010) |
| Marco Mengoni                                | Credimi ancora            | 3                       | Platino        | 30.000+       | Wind Music Award 2011 Platino (2011) |
| Arisa                                        | Malamorenò                | 4                       | Platino        | 30.000+       | —                                    |
| Irene Grandi                                 | La cometa di Halley       | 7                       | Oro            | 15.000+       | —                                    |
| Povia                                        | La verità                 | 5                       | Oro            | 15.000+       | —                                    |
| Simone Cristicchi                            | Meno male                 | 9                       | —              | —             | —                                    |
| Irene Fornaciari feat. Nomadi                | Il mondo piange           | 11                      | —              | —             | —                                    |
| Nina Zilli                                   | L'uomo che amava le donne | 17                      | Oro            | 15.000+       | —                                    |
| Fabrizio Moro                                | Non è una canzone         | 17                      | —              | —             | —                                    |
| Tony Maiello                                 | Il linguaggio della resa  | 19                      | —              | —             | —                                    |
| Enrico Ruggeri                               | La notte delle fate       | 22                      | —              | —             | —                                    |
| Sonohra                                      | Baby                      | 26                      | —              | —             | —                                    |
| Pupo ed Emanuele Filiberto con Luca Canonici | Italia amore mio          | 27                      | —              | —             | —                                    |
| Nino D'Angelo con Maria Nazionale            | Jammo jà                  | 33                      | —              | —             | —                                    |
| Jessica Brando                               | Dove non ci sono ore      | 50                      | —              | —             | —                                    |

I brani che riescono a conquistare la vetta della classifica FIMI sono solo due: Per tutta la vita di Noemi che occupa la prima posizione sia durante la prima settimana che ad un mese dalla fine del Festival; e Per tutte le volte che... di Valerio Scanu che occupa la prima posizione durante la seconda settimana.
Il brano che risulta essere il più venduto è Per tutta la vita di Noemi.
| Artista                       | Brano                     | Posizione classifica annuale 2010 |
| ----------------------------- | ------------------------- | --------------------------------- |
| Noemi                         | Per tutta la vita         | 6                                 |
| Valerio Scanu                 | Per tutte le volte che... | 11                                |
| Malika Ayane                  | Ricomincio da qui         | 14                                |
| Marco Mengoni                 | Credimi ancora            | 22                                |
| Arisa                         | Malamorenò                | 26                                |
| Irene Grandi                  | La cometa di Halley       | 41                                |
| Nina Zilli                    | L'uomo che amava le donne | 50                                |
| Povia                         | La verità                 | 57                                |
| Simone Cristicchi             | Meno male                 | 80                                |
| Irene Fornaciari feat. Nomadi | Il mondo piange           | 98                                |

### Album
| Artista              | Album                     | Massima posizione raggiunta | Copie vendute | Certificazione | Wind Music Awards                                                                |
| Artista              | Album                     | FIMI                        | Copie vendute | Certificazione | Wind Music Awards                                                                |
| -------------------- | ------------------------- | --------------------------- | ------------- | -------------- | -------------------------------------------------------------------------------- |
| Noemi                | Sulla mia pelle           | 3                           | 140 000+      | Doppio platino | Wind Music Award 2010 Platino (2010) + Wind Music Award 2011 Multiplatino (2011) |
| Marco Mengoni        | Re matto                  | 1                           | 120 000+      | Doppio platino | Wind Music Award 2010 Platino (2010)                                             |
| Malika Ayane         | Grovigli                  | 2                           | 100 000+      | Doppio platino | Wind Music Award 2010 Oro (2010) + Wind Music Award 2011 Platino (2011)          |
| Nina Zilli           | Sempre lontano            | 5                           | 60 000+       | Platino        | Wind Music Award 2011 Platino (2011)                                             |
| Valerio Scanu        | Per tutte le volte che... | 2                           | 30 000+       | Oro            | Wind Music Award 2010 Oro (2010)                                                 |
| Sonohra              | Metà                      | 8                           | —             | —              | —                                                                                |
| Irene Grandi         | Alle porte del sogno      | 16                          | 30 000+       | Oro            |                                                                                  |
| Povia                | Scacco matto              | 18                          | —             | —              | —                                                                                |
| Arisa                | Malamorenò                | 23                          | —             | —              | —                                                                                |
| Irene Fornaciari     | Irene Fornaciari          | 24                          | —             | —              | —                                                                                |
| Enrico Ruggeri       | La ruota                  | 30                          | —             | —              | —                                                                                |
| Simone Cristicchi    | Grand Hotel Cristicchi    | 31                          | —             | —              | —                                                                                |
| Nino D'Angelo        | Jammo jà                  | 32                          | —             | —              | —                                                                                |
| Fabrizio Moro        | Ancora Barabba            | 39                          | —             | —              | —                                                                                |
| Broken Heart College | Class of 2010             | 40                          | —             | —              | —                                                                                |
| Tony Maiello         | Il linguaggio della resa  | 42                          | —             | —              | —                                                                                |
| Luca Canonici        | Italia, amore mio         | 51                          | —             | —              | —                                                                                |
| Toto Cutugno         | I miei Sanremo            | 65                          | —             | —              | —                                                                                |
| La Fame di Camilla   | Buio e luce               | 72                          | —             | —              | —                                                                                |
| Jessica Brando       | Dimmi cosa sogni          | 94                          | —             | —              | —                                                                                |

### Compilation
| Compilation        | Massima posizione raggiunta | Massima posizione raggiunta | Copie vendute | Certificazione | Wind Music Awards                    |
| Compilation        | Italia                      | Svizzera                    | Copie vendute | Certificazione | Wind Music Awards                    |
| ------------------ | --------------------------- | --------------------------- | ------------- | -------------- | ------------------------------------ |
| Super Sanremo 2010 | 1                           | 2                           | 60.000+       | Platino        | Wind Music Award 2010 Platino (2010) |

La compilation contiene tutti i brani di questa edizione ad eccezione di Ricomincio da qui di Malika Ayane. In compenso è compresa La sera, la canzone di Morgan esclusa a pochi giorni dall'inizio della manifestazione.

## Curiosità
- Dopo Marco Carta, Valerio Scanu è il secondo vincitore del Festival a provenire da un talent show; in entrambi i casi si tratta di Amici di Maria De Filippi. Inoltre, tutti e tre gli artisti sul podio sono legati al mondo del piccolo schermo: Pupo all'epoca era reduce dalla conduzione de I raccomandati, Emanuele Filiberto ha partecipato come concorrente alla quinta edizione di Ballando con le stelle vincendola in coppia con la ballerina Natalia Titova, e Marco Mengoni ha vinto la terza edizione di X Factor appena due mesi prima della kermesse; inoltre, Tony Maiello, vincitore della sezione Nuova Generazione, ha partecipato alla prima edizione del suddetto programma.
- Antonella Clerici è stata la quarta donna a condurre l'intera kermesse canora come presentatrice principale dopo Loretta Goggi nel 1986, Raffaella Carrà nel 2001 e Simona Ventura nel 2004.[1]
  - Antonella Clerici è anche la prima presentatrice a condurre la kermesse in veste da solista, non essendo stata affiancata da nessun co-conduttore. Attualmente quella del 2010 è ancora l'unica conduzione femminile in solitaria nella storia del Festival di Sanremo.
- In quest'edizione ben tre artisti in gara nel circuito dei Big provengono dalla sezione cadetta dell'edizione precedente: si tratta di Arisa, Malika Ayane e Irene Fornaciari (in coppia con i Nomadi).
  - Complessivamente, quasi metà degli Artisti in gara ha partecipato alla sezione cadetta in un'edizione passata. Alle tre cantanti sopraccitate si aggiungono infatti Irene Grandi (Nuove proposte, 1994), Simone Cristicchi (Giovani, 2006), Fabrizio Moro (Giovani, 2007) e i Sonohra (Giovani, 2008).
- Sebbene Jammo jà di Nino D'Angelo con Maria Nazionale sia stata la prima canzone in dialetto amessa dal nuovo regolamento, altri brani in gara in precedenti edizioni del Festival di Sanremo hanno un testo scritto interamente in lingua partenopea; si tratta di N'addore 'e castagne di Roberto Carrino nel 1978, Napule cagnarrà di Massimo Abbate nel 1979, E mo' e mo' di Peppino di Capri nel 1985 e Senza giacca e cravatta dello stesso Nino D'Angelo nel 1999.[107]
- In entrambe le sezioni, il Premio della Critica "Mia Martini" e il Premio Sala Stampa Radio-TV (oggi intitolato a Lucio Dalla) sono stati vinti dallo stesso artista, ovvero Malika Ayane e Nina Zilli. Questa coincidenza è accaduta solo altre quattro volte nella storia del Festival: nel 2001 con Luce (tramonti a nord est) di Elisa e Raccontami... di Francesco Renga, nel 2002 con Salirò di Daniele Silvestri e La marcia dei Santi di Archinuè, nel 2007 con Ti regalerò una rosa di Simone Cristicchi e Pensa di Fabrizio Moro e nel 2011 con Chiamami ancora amore di Roberto Vecchioni e Follia d'amore di Raphael Gualazzi. Comunque, solo negli ultimi due casi entrambe le canzoni premiate hanno poi vinto la propria sezione del Festival.
- La sessantesima edizione del Festival di Sanremo è l'ultima a non aver reso note le graduatorie delle varie serate e la classifica finale nella sua interezza. Dall'anno seguente la Rai ha sempre pubblicato i tabulati di tutte le votazioni. Tuttavia, sebbene le sette canzoni eliminate nella serata finale siano state tutte ufficialmente definite "finaliste", col tempo le testate giornalistiche e gli stessi artisti hanno più volte fatto trapelare l'intera classifica.